# Rick Say
Rick Say (Salmon Arm, 18 maggio 1979) è un nuotatore canadese.

## Palmarès
- Mondiali

Montreal 2005: argento nella 4x100m sl e nella 4x200m sl.
Melbourne 2007: bronzo nella 4x200m sl.
- Mondiali in vasca corta

Hong Kong 1999: bronzo nella 4x200m sl.
Indianapolis 2004: argento nei 200m sl, bronzo nei 100m sl e nella 4x100m sl.
- Campionati panpacifici

Sydney 1999: bronzo nella 4x200m sl.
Yokohama 2002: bronzo nella 4x100m sl e nella 4x200m sl.
Victoria 2006: argento nella 4x100m sl.
- Giochi del Commonwealth

Manchester 2002: argento nella 4x200m sl, bronzo nei 200m sl e nella 4x100m sl.
- Giochi panamericani

Winnipeg 1999: bronzo nei 400m sl e nella 4x200m sl.